# Златистожълта коралка
Златистожълтата коралка (Ramaria aurea) е вид ядлива базидиева гъба от семейство Gomphaceae.

## Описание
Има плодно тяло, което е храстовидно, силно разклонено и достига до 15 – 20 cm на височина. На цвят е жълто, оранжево, жълто-кафеникаво или до охрено. Стеблото е късо, дебело и плътно. Клоните са многобройни, разположени на гъсто, сравнително къси и дебели, като най-горните от тях са с по 2 – 3 къси връхчета. Месото е крехко, бяло, като при нараняване не променя цвета си. Има приятен вкус и приемливи вкусови качества.

## Местообитание
Среща се през юни – октомври поединично или на много малки групи върху почва в широколистни и иглолистни гори.